# Heliura tetragramma
Heliura tetragramma är en fjärilsart som beskrevs av Walker 1854. Heliura tetragramma ingår i släktet Heliura och familjen björnspinnare. Inga underarter finns listade i Catalogue of Life.